# پالمز کازینو
پالمز کازینو (انگلیسی: Palms Casino Resort) شرکت سرگرمی آمریکایی است، که در سال ۲۰۰۱ توسط جان جردی تأسیس شد.